# Semiothisa fieldi
Semiothisa fieldi là một loài bướm đêm trong họ Geometridae.